# Adjutant des Bundespräsidenten
Der Adjutant des österreichischen Bundespräsidenten ist ein Offizier des Bundesheeres. Seit Juli 2023 wird diese Funktion von Generalmajor Andreas Rotheneder wahrgenommen.

## Aufgaben
Der Generalstabsoffizier ist in erster Linie für Sicherheitsfragen, die den Bundespräsidenten betreffen, zuständig, der eigentliche Personenschutz liegt jedoch in den Händen der Bundespolizei. Außerdem ist der Adjutant Bindeglied zwischen dem Bundespräsidenten als Oberbefehlshaber des Bundesheeres und dem österreichischen Bundesheer. Sowohl bei Empfängen von ausländischen Delegationen im Inland, als auch bei Auslandsreisen, die militärisches Protokoll verlangen, steht er dem Bundespräsidenten zur Seite. Der Adjutant leitet auch die Adjutantur in der Hofburg.

## Adjutanten der Bundespräsidenten

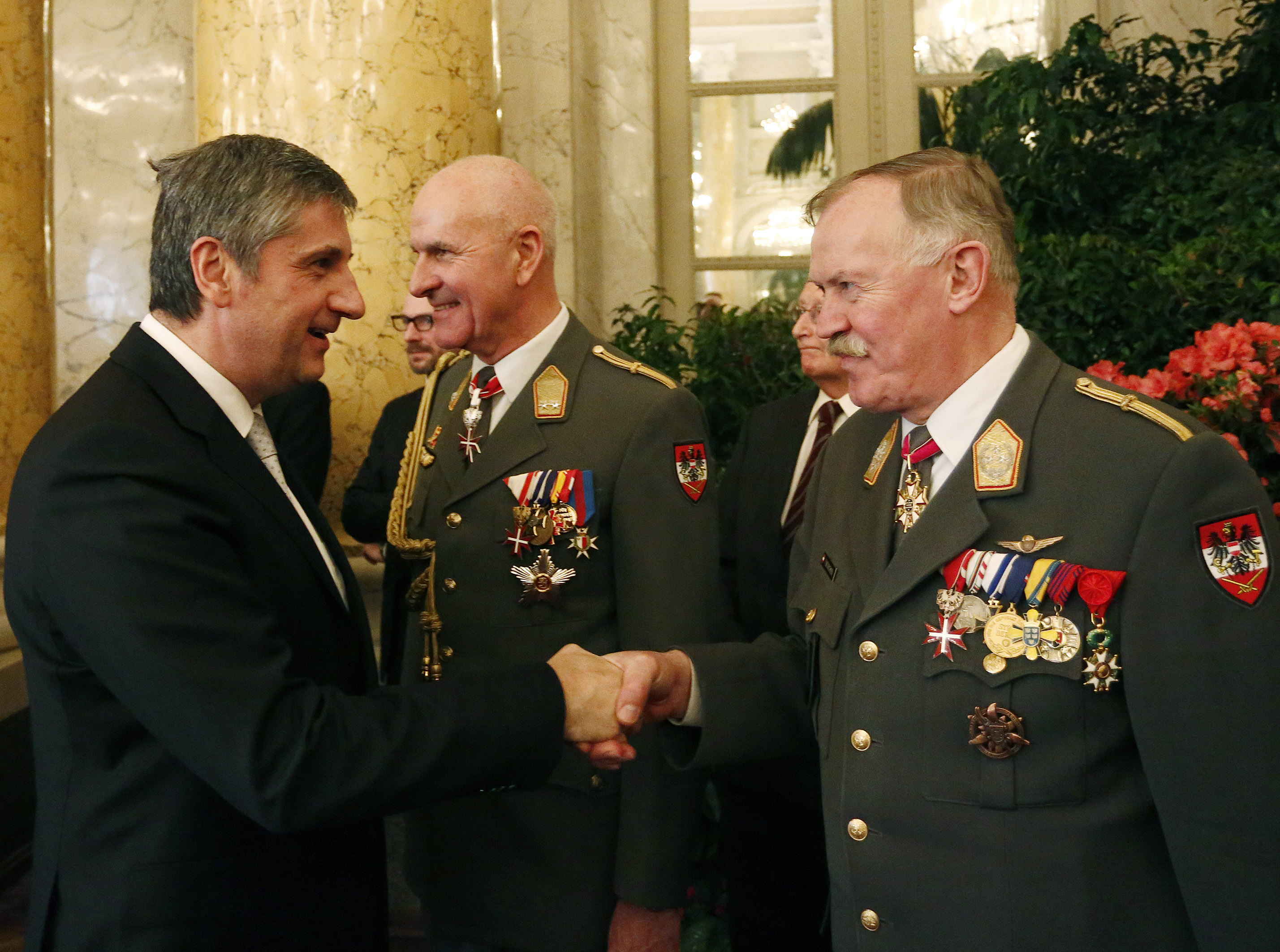
General Edmund Entacher beim Neujahrsempfang des diplomatischen Corps 2013, dahinter der Adjutant des Bundespräsidenten Generalmajor Gregor Keller

- Oberst dG (später General) Gottfried Koiner 1957–1965
- Oberst dG (später General) Raimund Truxa 1965–1975
- Divisionär (später General) Karl Schaffer 1975–1985
- Oberstleutnant (später Generalmajor) Werner Brandner 1985–1986
- Divisionär (später General) Manfred Mitterbauer 1986–1992
- Divisionär (später General) Adolf Radauer 1992–1995
- Divisionär (später General) Hubertus Trauttenberg 1996–2001
- Brigadier (später Generalmajor) Norbert Sinn 2001–2003
- Brigadier Michael Derman 2003–2004
- Generalmajor (später Generalleutnant) Gregor Keller 2004–2017
- Generalmajor Thomas Starlinger 2017–2023
- Brigadier Andreas Rotheneder ab Juli 2023[1].